# Lufthebefilter
Der Lufthebefilter ist ein weit verbreiteter Filter in kleineren Aquarien. 
Er arbeitet nach dem Prinzip der Mammutpumpe und besteht aus einer Schaumstoffpatrone, einem unten offenen Steigrohr mit Wasserauslass sowie einem bis in die untere Öffnung des Steigrohr reichenden Schlauchleitung sowie einer überwiegend verwendeten und elektrisch betriebenen Schwingankerpumpe. Bei eingeschalteter Luftzufuhr treten Luftblasen direkt an der Schaumstoffpatrone aus und reißen im Steigrohr beim Aufsteigen der Luftblasen das Wasser mit nach oben in Richtung Auslassöffnung. Dadurch wird das Wasser durch die Schaumstoffpatrone gefiltert, da dies die einzige Möglichkeit ist, Wasser in das Steigrohr zu bringen. 

## Zweck
Lufthebefilter sollen das Wasser mechanisch und/oder biologisch filtern. Die mechanische Filterung dient dazu, Verunreinigungen wie Schwebeteilchen und Futterreste aus dem Wasser herauszufiltern. 
Die biologische Filterung hat die Aufgabe, mittels Mikroorganismen Schadstoffe wie Nitrit, Nitrat und ähnlichem im Aquarium abzubauen. In einem biologischen Filter bilden sich mit der Zeit Mikroorganismen. Mittels bestimmter Präparate aus dem Fachhandel kann man Mikroorganismen direkt dem Wasser zufügen und somit die Entstehung und Vermehrung der Mikroorganismen beschleunigen.

## Anwendung
Diese Art von Filtern wird von Aquarianern oft bei Nachzuchtbecken oder der Haltung von Wirbellosen eingesetzt. Die Nachzuchten können aufgrund der feinen Struktur der Schaumstoffpatrone nicht in den Filterkreislauf gelangen und sind somit besser geschützt und haben eine bessere Möglichkeit zu überleben.